# نيقولاي فاديتشيف
نيقولاي فاديتشيف (1933 - 2020)، هو راقص ومدرس باليه روسي، حصل عام 1976 على لقب فنان الشعب في الاتحاد السوفيتي.
هو من مواليد مدينة موسكو يوم 27 يناير 1933 - وتوفي بموسكو يوم 23 يونيو 2020.

## روابط خارجية
- نيقولاي فاديتشيف على موقع IMDb (الإنجليزية)